# Dorothea Siebert
Dorothea Siebert (11. Oktober 1921 in Königsberg – 31. Mai 2013) war eine deutsche Opernsängerin der Stimmlage Sopran, die an der Wiener Staatsoper engagiert war und bei den Festspielen von Salzburg und Bayreuth gastierte.

## Leben, Werk
Siebert studierte Gesang in Berlin und Wien. Sie debütierte 1943 am Stadttheater von Marburg an der Drau in Slowenien. Von 1945 bis 1948 war sie am Stadttheater Klagenfurt und danach drei Spielzeiten lang am Opernhaus Graz. 1951 erfolgte der Ruf an die Wiener Staatsoper, die damals noch – weil das Haus am Ring ausgebombt war – im Theater an der Wien und in der Volksoper ihre Vorstellungen durchführte. Sie wurde Teil des Wiener Mozart-Ensembles. Im August 1952 übernahm sie in der Uraufführung der Liebe der Danae von Richard Strauss bei den Salzburger Festspielen die Rolle der Semele. 1953 gastierte sie mit dem Ensemble der Wiener Staatsoper an der Grand Opéra in Paris.
1956 wurde sie Ensemblemitglied der Deutschen Oper am Rhein mit ihren zwei Opernhäusern in  Düsseldorf und Duisburg. 1964 wechselte sie an das Opernhaus Zürich, wo sie bis 1975 blieb. Parallel zu ihren Festengagements gastierte sie an zahlreichen Bühnen Europas. Gemeinsam mit Bernhard Paumgartner und seinem Salzburger Ensemble gastierte sie 1956 mit der Mozart-Oper La finta semplice in London, Paris, Brüssel sowie in westdeutschen und skandinavischen Städten. Sie sang weiters am Teatro San Carlo von Neapel und am Teatro Massimo von Palermo, in Rom, am Royal Opera House Covent Garden in London und am Münchner Gärtnerplatztheater.
Von 1954 bis 1971 sang sie alljährlich eines der sechs Blumenmädchen in Wagners Parsifal bei den Bayreuther Festspielen. Darüber hinaus übertrug man ihr in Bayreuth fallweise auch eine der Rheintöchter, die Woglinde, und zusätzlich in zwei Festspielsommern die Stimme des Waldvogels im Siegfried. Während sie in Wagner-Opern nur kleine und kleinste Rollen anvertraut bekam, wie die Freia, konnte sie in vielen Mozart- und Richard-Strauss-Opern Hauptrollen übernehmen, beispielsweise Fiordiligi und Cherubino, Oktavian und Zdenka. Darüber hinaus sang sie das klassische Fach einer lyrischen Sopranistin, Mimi, Micaëla, Nedda, Fidelio-Marzelline und die vier Frauenrollen in Hoffmanns Erzählungen, Marie in Lortzings Zar und Zimmermann und Marie in Smetanas Verkaufter Braut, Blanchefleur in Kienzls Der Kuhreigen und die Sklavin Arsinoë in  d’Alberts Toten Augen.
Zu ihrem umfangreichen Repertoire zählten auch eine Reihe von Operettenrollen, neben der Hanna Glawari auch die Laura in Millöckers Bettelstudenten und die Fiametta in Suppés Boccaccio. Kutsch/Riemens schreiben: „Koloratursopran von hoher technischer Perfektion“.
Bei Philips, Vox, Amadeo, Pantheon, Decca, Melodram und Bella Voce sind einige Tondokumente erhalten, leider keine ihrer vier Paraderollen. Von Interesse sind die f-moll-Messe Bruckners und ein Mitschnitt der selten gespielten Puccini-Oper La rondine, eine Radioaufnahme in deutscher Sprache mit Ljuba Welitsch.